# Fortifications russes pendant l'invasion de l'Ukraine
La ligne fortifiée de l'invasion de l'Ukraine par la Russie est une ligne de fortifications que les formations militaires russes et non étatiques ont commencé à construire dans la zone du front et dans les régions frontalières de la Russie au second semestre de 2022 après des contre-offensives réussies des Forces armées ukrainiennes dans les régions de Kharkiv, de Donetsk, de Louhansk et de Kherson pendant l'invasion de l'Ukraine par la Russie.
Au début, il n'y a pas de ligne défensive unique : dans les régions de Donetsk et de Lougansk, les paramilitaires du groupe Wagner construisent la « ligne Wagner » également appelée « ligne Prigojine », sur la rive gauche du Dnipro dans la région de Kherson.
L'armée régulière érige la « ligne Sourovikine », et dans les régions de Belgorod et de Koursk, les autorités locales créent également leurs propres lignes défensives. 
En mai 2023, l'armée russe a construit une ligne de fortifications pour renforcer la frontière avec l'Ukraine dans la région de Belgorod jusqu'à l'isthme de Perekop. La plupart des structures apparaissent après la retraite de l'armée russe de Kherson. Dans les zones les plus fortifiées, comme dans la région de Zaporijjia et de l'isthme de Crimée, les fortifications défensives se composent de trois lignes. 
Sur le territoire russe, la ligne défensive se poursuit le long de la frontière avec l'Ukraine dans les régions de Belgorod, de Koursk et de Briansk.

## Répartition

### Ligne Wagner
Du nom du groupe Wagner qui en revendique la construction car en cela il ne serait pas soutenu par l'armée russe. Elle est connue dès septembre 2022 par Internet Research Agency et des groupes Telegram affiliés à Wagner. Elle commence à Svitlodarsk, oblast de Donetsk, pour s'étirer vers le sud.

### Ligne Sourovikine
Du nom du général Sourovikine, elle est située dans la région de Zaporijjia et est constituée de trois lignes de cent vingt kilomètres qui sont parallèles et présentent une défense en profondeur selon l'analyse Sim Tack. Autour de Ternouvate et Stepove se trouvent des tranchées antichars et trois points d'appuis fortifiés en janvier 2023. Proche de Tokmak, la défense se fait sur une profondeur plus importante encore avec deux lignes alternant dents de dragon et tranchée anti-chars, auxquelles s'ajoutent des tranchées plus en retrait pour interdire l'usage de la route.

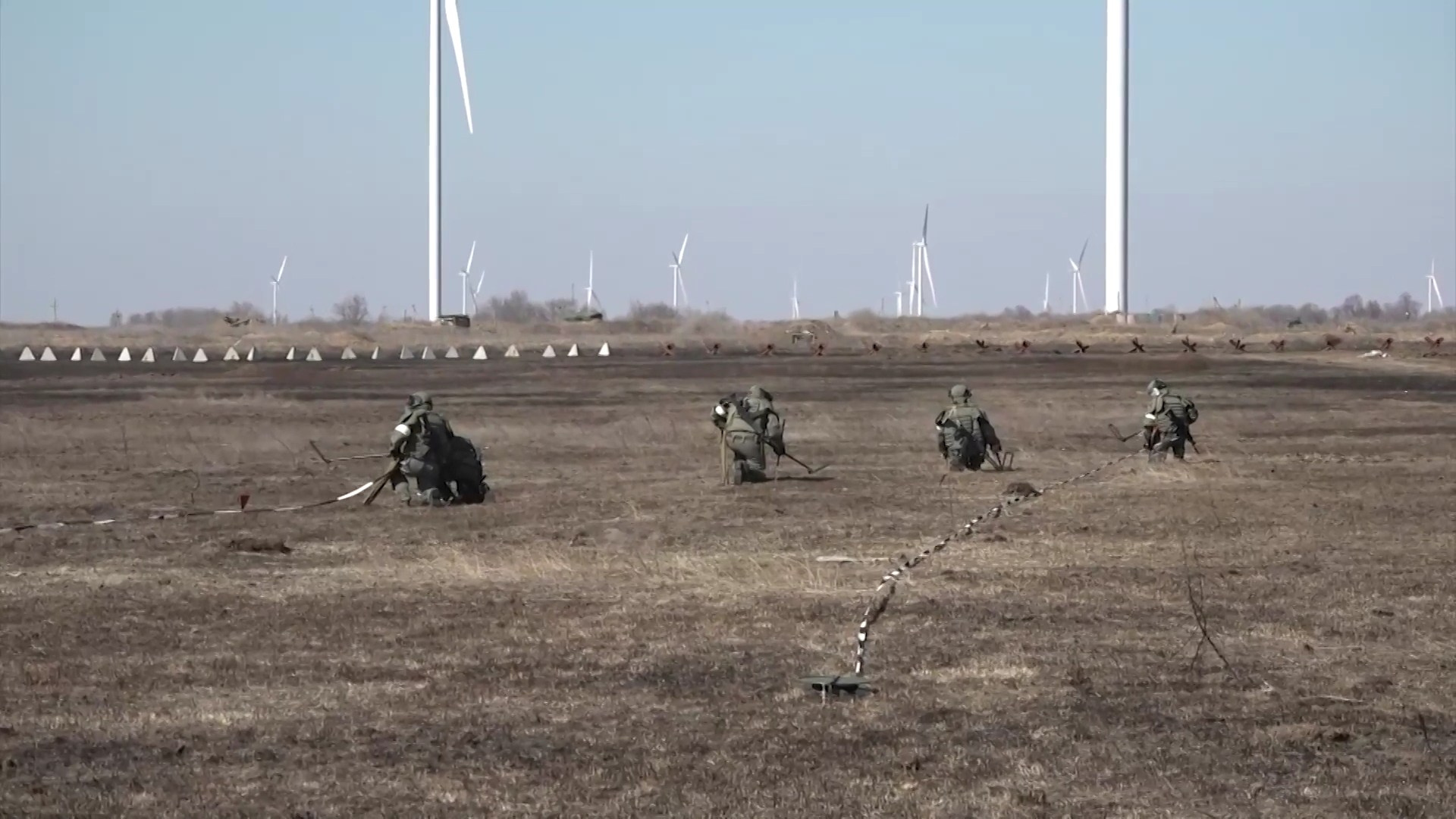
Dents de dragon, oblast de Kherson.

### Crimée
En avril 2023, des dizaines de kilomètres de tranchées ont été creusés sur les plages de la Crimée annexée pour se protéger contre un débarquement. Des fortifications ont été construites dans les régions de Medvedevka (uk), Vitino (ru) et dans d'autres parties de la péninsule. En plus des tranchées, des gouges antichars, des fossés et des pièces d’artillerie ont été installés le long de la côte de la mer Noire. Les positions près de l'isthme de Perekop ont été considérablement renforcées. De plus, en novembre 2022, des fortifications ont été construites à la frontière avec la région de Kherson.

## Caractéristiques
Les lignes de défense russes se caractérisent par des tranchées et des positions d'artillerie en arrière du front. En avant se trouvent des fossés antichars et des dents de dragon. En arrière, des lignes de repli sont prévues. Les mines terrestres sont largement répandues.

## Lors de la contre-offensive ukrainienne de 2023
La contre-offensive ukrainienne de 2023 est ralentie par les fortifications russes, particulièrement les mines. Les forces ukrainiennes affirment avoir percé la première ligne de défense russe au début de septembre 2023 à l'issue de la bataille de Robotyne.